# Жовтовський Петро Михайлович
Петро Михайлович Жовтовський (псевдо «Чорний»; нар. 3 липня 1993, с. Дунаїв, Україна) — український громадський діяч. Чотириюрідний брат Олександра Капіноса. Кавалер ордена «За мужність» III ступеня.

## Життєпис
Петро Жовтовський народився 3 липня 1993 року у селі Дунаєві, нині Кременецької громади Кременецького району Тернопільської области України.
Закінчив Почаївське вище професійне училище.
Учасник Революція гідності. Під час сутичок на Інституцькій втратив око.